# Joël Chenal
Joël Chenal (* 10. Oktober 1973 in Moûtiers) ist ein ehemaliger französischer Skirennläufer. Er startete in den Disziplinen Riesenslalom und Slalom und gewann bei den Olympischen Winterspielen 2006 die Silbermedaille im Riesenslalom.

## Biografie
Erste internationale Erfahrungen sammelte Chenal bei den Juniorenweltmeisterschaften 1991, wo er allerdings nur den 70. Rang in der Abfahrt erreichte. Ein Jahr später waren die Ergebnisse besser, sowohl im Riesenslalom als auch im Super-G belegte er Platz elf. Im Europacup gewann er in der Saison 1996/97 punktegleich mit seinem Teamkollegen Richard Gravier, und nur einen Punkt vor Pierre Violon, ebenfalls aus Frankreich, die Slalomwertung.
Seinen ersten Start im Weltcup hatte Chenal im November 1995. Ein Jahr später holte er am 22. Dezember 1996 im Riesenslalom von Adelboden mit Rang 22 seine ersten Weltcuppunkte. In der Saison 1997/98 erreichte er bereits regelmäßig Platzierungen unter den besten zehn und belegte den zwölften Rang in der Slalomendwertung. Bei seiner ersten Teilnahme an Olympischen Spielen in Nagano 1998 erreichte er den achten Platz im Slalom.
Nachdem die Saison 1998/99 etwas weniger erfolgreich verlaufen war, gelang ihm am 19. Dezember 1999 im Riesenslalom von Alta Badia sein erster Weltcupsieg. Es folgten noch zwei weitere Podestplätze und am Ende der Saison 1999/2000 belegte er den fünften Platz in der Riesenslalomwertung. Im Slalom hingegen konnte er nicht mehr seine frühere Leistung erbringen und konnte sich in den nächsten Saisonen kaum mehr für einen zweiten Durchgang qualifizieren. Auch die Resultate im Riesenslalom waren oft nicht mehr so gut wie bisher.
Ab der Saison 2001/02 konzentrierte er sich daher voll auf den Riesenslalom und konnte wieder regelmäßige Top-10-Platzierungen einfahren. Bei den Olympischen Winterspielen 2002 reichte seine Leistung aber nur für den 21. Rang. Zu Beginn der Saison 2003/04 gelang Chenal in Sölden zum vierten Mal ein Weltcup-Podestplatz. Von 2002 bis 2004 konnte er sich im Endklassement in der Riesenslalomwertung immer unter den besten zehn platzieren, auch in den Folgejahren blieb er unter den besten zwanzig Riesenslalomläufern.
Den größten Erfolg seiner Karriere feierte der Franzose bei den Olympischen Winterspielen 2006 in Turin. Im Riesenslalom gewann er überraschend die Silbermedaille hinter dem Österreicher Benjamin Raich. In der Saison 2007/08 ging er erstmals seit fünf Jahren auch im Slalom wieder an den Start. Einziges Resultat blieb aber ein zwölfter Rang am 6. Januar 2008 in Adelboden. Am Vortag erreichte er als bestes Saisonergebnis den zehnten Platz im Riesenslalom.
Neben seinen drei Olympiateilnahmen ging Chenal von 1999 bis 2007 auch insgesamt fünfmal bei Weltmeisterschaften an den Start. Sein bestes Ergebnis hierbei ist ein neunter Platz im Riesenslalom von St. Moritz 2003. Nur im Jahr 2005 konnte er sein Rennen nicht beenden.
Am 3. März 2009 gab Chenal 35-jährig seinen Rücktritt vom aktiven Skirennsport bekannt, nachdem er sich als 27. der Riesenslalomwertung nicht für das Weltcupfinale in Åre qualifiziert hatte. Die beste Platzierung in seiner letzten Saison war ein 16. Rang im Riesenslalom von Adelboden, seinen letzten Auftritt im Weltcup hatte Chenal am 15. März 2009 im Teambewerb.

## Erfolge

### Olympische Spiele
- Nagano 1998: 8. Slalom
- Salt Lake City 2002: 21. Riesenslalom
- Turin 2006: 2. Riesenslalom

### Weltmeisterschaften
- Vail 1999: 22. Riesenslalom
- St. Anton 2001: 11. Riesenslalom
- St. Moritz 2003: 9. Riesenslalom
- Åre 2007: 22. Riesenslalom

### Weltcup
- Saison 1999/2000: 5. Riesenslalomwertung
- 4 Podestplätze, davon 1 Sieg:

| Datum             | Ort        | Land    | Disziplin    |
| ----------------- | ---------- | ------- | ------------ |
| 19. Dezember 1999 | Alta Badia | Italien | Riesenslalom |

### Europacup
- Saison 1996/97: 4. Gesamtwertung, 1. Slalomwertung
- 5 Podestplätze, davon 1 Sieg:

| Datum            | Ort      | Land       | Disziplin    |
| ---------------- | -------- | ---------- | ------------ |
| 8. Dezember 1998 | Valloire | Frankreich | Riesenslalom |

### Juniorenweltmeisterschaften
- Geilo 1991: 70. Abfahrt
- Maribor 1992: 11. Riesenslalom, 11. Super-G, 14. Slalom, 38. Abfahrt

### Weitere Erfolge
- Zweifacher französischer Meister im Riesenslalom 1998 und 2006
- 7 Siege in FIS-Rennen (ab 1994/95)